# 花房晴美
花房 晴美（はなふさ はるみ、1952年〈昭和27年〉9月8日 - ）は、日本のピアニスト。

## 来歴
東京都出身。井口愛子に師事。桐朋女子高等学校音楽科を首席で卒業後、パリ国立音楽院に留学し首席で卒業。
その後、ヴィオッティ国際音楽コンクールやエリザベート王妃国際音楽コンクールなど、数々の国際コンクールに入賞。
妹の花房真美もピアニストで、姉妹での連弾の共演もある。